# Xiao Hailiang
Xiao Hailiang (chiń. 肖海亮; pinyin Xiào Hǎiliàng ur. 24 stycznia 1977) – chiński skoczek do wody. Dwukrotny medalista olimpijski.
Brał udział w dwóch igrzyskach olimpijskich (IO 96, IO 00) i obu zdobywał medale. W 1996 był trzeci w skokach z dziesięciometrowej wieży, w 2000 triumfował w skokach synchronicznych z trzymetrowej trampoliny. Partnerował mu wówczas Xiong Ni. W 1997 triumfował w skokach z wieży na uniwersjadzie.